# 马西尼亚塔-杜沃加
马西尼亚塔-杜沃加是葡萄牙阿威罗区的一个堂区。总面积32.98平方公里，总人口3581人，人口密度108.6人/平方公里。